# Distathma tumida
Distathma tumida là một loài tò vò trong họ Ichneumonidae.